# إيمان رجائي
إيمان رجائي (1 ديسمبر 1983 -)، ممثلة مصرية.

## عن حياتها
هي ابنة اللواء أحمد رجائي الطحلاوي مساعد وزير الداخلية الأسبق. درست في كلية الحقوق جامعة طنطا قبل التحاقها بالمعهد العالي للفنون المسرحية عام 2003. اختفت لفترة عن الفن ثم عادت.

## أعمالها

### من المسلسلات
- حارة العوانس.
- الإمبراطور.
- علي مبارك.
- القاهرة 2000.
- دموع في حضن الجبل.
- حق مشروع.
- عبودة ماركة مسجلة.
- أغلى من حياتي - جزئين.

## وصلات خارجية
- إيمان رجائي على موقع الدهليز
- إيمان رجائي على موقع قاعدة بيانات الأفلام العربية